# Гастингс, Джон, 2-й граф Пембрук
Джон Гастингс (англ. John Hastings; 29 августа 1347, замок Саттон Валенс — 16 апреля 1375, Пикардия, Франция) — 2/12-й граф Пембрук, 4/5-й барон Гастингс и 19-й барон Абергавенни с 1348 года, английский военачальник, сын Лоуренса Гастингса, 1-го графа Пембрука, и Агнессы Мортимер, дочери Роджера Мортимера, 1-го графа Марча.

## Биография
После смерти отца в 1348 году Джон унаследовал Пембрук и Гастингс, будучи ещё младенцем. Он принимал активное участие в Столетней войне. В 1369 году он в составе армии, возглавляемой Эдмундом Лэнгли, графом Кембриджем, отправился во Францию, высадившись в Сен-Мало. Оттуда вместе с Джоном Монтегю, графом Солсбери, Гастингс отправился во главе трёхтысячного отряда в набег на Перигор. Во время этого набега он после девятинедельной осады смог захватить хорошо укреплённые крепости Бурдей и Рош-сюр-Ион. Позже он участвовал в захвате замка Бель-Перш, во время которого в плен попала Изабелла Валуа, вдова Пьера I, герцога де Бурбон. В том же году король посвятил Джона Гастингса в рыцари Ордена Подвязки.
В 1370 году Джон Гастингс присоединился в Коньяке к армии, которую возглавлял Эдуард Чёрный Принц. 19 сентября Джон участвовал в захвате Лиможа.
В 1371 году Джон Гастингс был назначен судьёй по петициям в парламент.
В 1372 году Джон Гастингс был назначен командующим английских войск в Аквитании. 22 июня он с помощью флота пытался снять осаду с Ла-Рошели, однако был разбит в морской битве при Ла-Рошели объединённым французско-кастильским флотом. В результате он попал в плен и был отправлен в Кастилию, где пробыл 3 года.
В 1375 году Джон Гастингс был отпущен из плена за обещание выплатить большой выкуп, но по дороге домой умер. Наследовал ему малолетний сын Джон, родившийся в то время, когда он был в плену.

## Брак и дети
1-я жена: с 19 мая 1359 года (Риддингское аббатство, Беркшир, Англия) Маргарита (20 июля 1346 — примерно 1361), дочь короля Англии Эдуарда III. Детей от этого брака не было.
2-я жена: с июля 1368 года Анна (24 июля 1355 — 30 декабря 1389), дочь сэра Уолтера Мэнни, 1-го барона Мэнни. Дети:
- Джон (11 ноября 1372 — 30 декабря 1389), 3-й граф Пембрук, 5-й барон Гастингс и 2-й барон Абергавенни с 1375, 3-й барон Мэнни с 1384